# Municipio de Matthews (Arkansas)
El municipio de Matthews (en inglés: Matthews Township) es un municipio ubicado en el condado de Faulkner en el estado estadounidense de Arkansas. En el año 2010 tenía una población de 591 habitantes y una densidad poblacional de 10,48 personas por km².

## Geografía
El municipio de Matthews se encuentra ubicado en las coordenadas 35°14′37″N 92°16′14″O / 35.24361, -92.27056. Según la Oficina del Censo de los Estados Unidos, el municipio tiene una superficie total de 56.38 km², de la cual 56,38 km² corresponden a tierra firme y (0 %) 0 km² es agua.

## Demografía
Según el censo de 2010, había 591 personas residiendo en el municipio de Matthews. La densidad de población era de 10,48 hab./km². De los 591 habitantes, el municipio de Matthews estaba compuesto por el 94,92 % blancos, el 1,52 % eran afroamericanos, el 0,85 % eran amerindios, el 0,85 % eran de otras razas y el 1,86 % eran de una mezcla de razas. Del total de la población el 1,35 % eran hispanos o latinos de cualquier raza.